# Kent Rominger
Kent Vernon Rominger (Del Norte, 7 de agosto de 1956) é um ex-astronauta e ex-capitão da Marinha dos Estados Unidos, veterano de cinco missões espaciais.
Nascido no Colorado, formou-se em engenharia civil e fez mestrado em engenharia aeronáutica em 1987. Aviador naval desde 1981, Vernon pilotou caças F-14 Tomcat, baseado em porta-aviões, entre 1981 e 1985, tornando-se um 'Topgun' no período, ao cursar a United States Navy Fighter Weapons School, onde esta unidade de elite de pilotos da marinha faz seu curso e é baseada. Serviu a bordo do USS Nimitz durante a operação Tempestade no Deserto, entre 1990 e 1991. Sua carreira como piloto militar se encerrou com 5000 horas acumuladas de voo em 35 aeronaves diferentes e 685 pousos em porta-aviões.

## NASA
Em março de 1992 ele foi selecionado para o curso de astronautas da NASA e cumpriu um ano de treinamento no Centro Espacial Lyndon B. Johnson, em Houston, Texas, qualificando-se como piloto para futuras missões do ônibus espacial. Suas funções iniciais foram técnicas, em terra, na seção de desenvolvimento de operações do escritório de astronautas. Durante sua carreira na NASA, ele viria a ser chefe seção de operações do ônibus espacial no escritório, vice-diretor de operações de tripulação de voo e chefe do escritório de astronautas, a mais elevada posição de uma astronauta na agência, principal cargo entre os astronautas e principal conselheiro da direção da NASA no tocante ao treinamento e operações dos astronautas.
Rominger foi ao espaço pela primeira vez em 20 de outubro de 1995, como piloto da missão STS-73 Columbia, que realizou diversas experiências em microgravidade no Spacelab. Seguiu-se a ela, em novembro de 1996, a STS-80, que colocou em órbita dois satélites de dados e comunicações e a STS-85 Discovery, em agosto de 1997.
Após três missões como piloto, Rominger recebeu seu primeiro comando em 1999, na missão STS-96 da Discovery, sua primeira viagem à ISS e a primeira a se acoplar com a estação espacial. Sua quinta e última ida ao espaço foi em 19 de abril de 2001, no comando da STS-100 da Endeavour, uma missão de doze dias onde a tripulação instalou o braço robótico canadense Canadarm2 e o módulo-logístico italiano Rafaello na estrutura da estação.
A partir dai e até 2006, ele trabalhou em terra, na chefia do escritório de astronautas.